# Tataouinea hannibalis
Tataouinea hannibalis è un dinosauro erbivoro appartenente ai sauropodi. Visse nel Cretaceo inferiore (Albiano, circa 110 milioni di anni fa) e i suoi resti fossili sono stati ritrovati in Africa (Tunisia). È il primo dinosauro non aviano noto dotato di sacchi aerei nell'ischio.

## Descrizione
Il dinosauro è stato scoperto nel 2011 e descritto nel 2013 e 2015, rinvenuto molto incompleto (parte del bacino, sacro comprendente cinque vertebre e le prime cinque vertebre caudali), ma gli elementi sono conservati in connessione anatomica. Non è possibile, quindi, una ricostruzione dettagliata di questo animale, ma dal raffronto con alcuni dinosauri simili (come Nigersaurus) si può supporre che Tataouinea fosse lungo circa 14 metri; come tutti i sauropodi, Tataouinea doveva essere dotato di un lungo collo, una coda ancor più lunga e un corpo robusto sorretto da arti colonnari. 
La caratteristica principale osservata in questi resti fossili è la presenza di forami pneumatici (larghe aperture di forma ellittica note come pleuroceli) sia nelle vertebre che nelle ossa del bacino. La presenza di forami pneumatici nelle vertebre presacrali è una caratteristica che si riscontra in vari gruppi di sauropodi, ma nelle vertebre caudali queste aperture si trova solo nei sauropodi diplodocidi, almeno fino alla descrizione di Tataouinea (che non risulta essere un diplodocide ma un rebbachisauride). Anche l'ileo era dotato di grandi cavità separate da sottili lamine d'osso; questa caratteristica era nota, fino a questo ritrovamento, soltanto in un altro dinosauro, il teropode tetanuro Aerosteon. Un'ampia cavità pneumatica era presente anche nell'ischio; quest'ultima caratteristica non è stata, al 2013, riscontrata in alcun altro dinosauro non aviano noto. 
Tataouinea era quindi un sauropode del tutto particolare, dotato di uno scheletro fortemente pneumatizzato, ed erano presenti probabilmente sacchi aerei analoghi a quelli degli uccelli.

## Classificazione

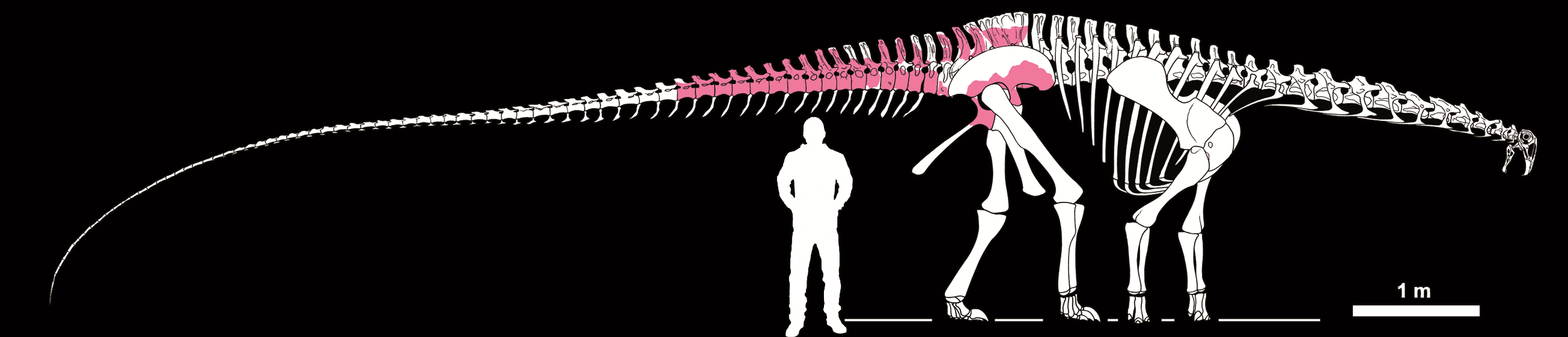
Ricostruzione dello scheletro di Tataouinea. In rosso gli elementi rinvenuti.

I fossili di Tataouinea sono stati descritti per la prima volta nel 2013, e provengono dalla formazione Ain el Guettar, risalente all'Albiano, nella Tunisia meridionale. 
Un'analisi filogenetica mostra che Tataouinea era un rappresentante dei rebbachisauridi, un gruppo di dinosauri sauropodi tipici dei continenti meridionali, ma con alcuni rappresentanti vissuti in Europa (Demandasaurus e, forse, Histriasaurus). I rebbachisauridi possiedono alcune caratteristiche che si riscontrano in Tataouinea (vertebre caudali cave anteriormente con archi neurali simili a quelli delle vertebre dorsali, spine neurali ampie, processi costali proiettati dorsalmente, ischio snello e dotato di una strozzatura nella zona del peduncolo iliaco). In particolare, Tataouinea risulterebbe il sister taxon di Demandasaurus (rinvenuto in Spagna in strati un poco più antichi), e questi due animali sembrerebbero essere i più stretti parenti di Nigersaurus, un rebbachisauride relativamente piccolo (9 metri di lunghezza) proveniente dal Niger.

## Paleobiologia
La presenza di grandi aree pneumatizzate nello scheletro di Tataouinea, specialmente nella zona del bacino, indica che probabilmente erano presenti grandi sacchi aerei (espansioni del sistema di ventilazione polmonare). Anche gli uccelli attuali hanno strutture simili; poiché i sacchi aerei addominali (ovvero nella zona del bacino) sono una componente fondamentale del complesso sistema di ventilazione degli uccelli, la presenza di queste strutture anche in dinosauri sauropodi di grandi dimensioni indica che questi animali ventilavano i loro polmoni in maniera simile a quella degli uccelli attuali.

## Etimologia
Il nome generico, Tataouinea, deriva dalla provincia tunisina nella quale sono stati ritrovati i fossili, Tataouine; l'epiteto specifico, hannibalis, è in riferimento ad Annibale Barca, il generale cartaginese che condusse un esercito di elefanti dall'Africa all'Europa contro i Romani. Il nome fa quindi riferimento alle implicazioni paleogeografiche di questo animale: Tataouinea risulta il sister taxon di Demandasaurus, un rebbachisauride ritrovato in Spagna, e molto vicino anche a Nigersaurus. Secondo questa filogenesi, quindi, i rebbachisauridi europei potrebbero essere derivati da forme africane, che arrivarono in Europa come gli elefanti di Annibale.